# Enhydris innominata
Espèce
Synonymes
- Hypsirhina innominata Morice, 1875

Statut de conservation UICN

 DD  : Données insuffisantes
Enhydris innominata est une espèce de serpents de la famille des Homalopsidae.

## Distribution
Cette espèce se rencontre au Viêt Nam, au Cambodge et en Thaïlande.

## Description
Enhydris innominata mesure de 23,5 à 47 cm pour les mâles et de 21,5 à 65 cm pour les femelles.

## Publication originale
- Morice, 1875 : Coup d’œil sur la faune de la Cochinchine française. H. Georg, Lyon, p. 1-101.